# Pelourinho de Rossas
O Pelourinho de Rossas localiza-se no lugar de Celeirô, no centro da freguesia de Rossas, município de Vieira do Minho, distrito de Braga, em Portugal. Ergue-se junto à antiga casa da cadeia, atual sede da Junta de Freguesia.

## História
Encontra-se classificado como Imóvel de Interesse Público desde 1933.

## Característica
O pelourinho é de granito, sendo constituído por um "embasamento" composto por dois degraus, onde assenta uma coluna, sem base, de fuste liso monolítico e coroada por capitel dórico. O ábaco sustem uma pirâmide quadrangular onde é possível ver as armas de Portugal.